# Буцик, Ана
Ана Буцик (словен. Ana Bucik; 21 июля 1993, Нова-Горица, Словения) — словенская горнолыжница, призёр этапа Кубка мира. Специализируется в слаломных дисциплинах. Участница Олимпийских игр 2018 и 2022 годов.

## Биография и спортивная карьера
В 15-летнем возрасте, в декабре 2009 года, Буцик впервые в карьере приняла участие в гонках организованных международной федерацией лыжного спорта, а в феврале 2010 года она выступила на Европейском юношеском олимпийском фестивале. На этапах Кубка мира она дебютировала 16 января 2010 года в гигантском слаломе в Мариборе, где сошла с дистанции уже в первом заезде. Первая победа в Кубке европейских чемпионов состоялась в феврале 2011 года. В марте 2011 года она впервые завоевала титул чемпиона Словении в суперкомбинации.
На чемпионате мира среди юниоров 2012 года в Роккаразо словенская горнолыжница завоевал золотую медаль в командных соревнованиях. 26 ноября 2012 года она впервые поднялась на подиум на этапе Кубка Европы, заняв третье место в слаломе. После нескольких хороших результатов в начале сезона 2014/15, она стартовала на этапе Кубка мира 13 декабря 2014 года в шведском Оре: в слаломе финишировала 26-й и впервые завоевала очки в общий зачёт Кубка мира.
6 и 7 января 2016 года она одержала свои первые победы на этапах Кубка Европы, дважды подряд выиграв слалом в Зинале. В течение сезона 2016/17 годов Буцик постепенно приближалась к элите горнолыжного мира. Заняв седьмое место в слаломе в Мариборе 8 января 2017 года, она впервые вошла в десятку лучших на этапе Кубка мира. 26 января 2018 года она впервые поднялась на подиум Кубка мира в альпийской комбинации в Ленцерхайде.
На зимних Олимпийских играх в Пхёнчхане, Ана стартовала в четырёх дисциплинах: в слаломе была 24-й, в гигантском слаломе 21-й, в комбинации 11-й и в командных соревнованиях в составе Словении стала 9-й.
В 2019 году на чемпионате мира в шведском Оре словенка приняла участие в гигантском слаломе, где заняла итоговое 31-е место, а в слаломе сошла с дистанции во второй попытке. На чемпионате мира 2021 года в слаломе она стала 9-й.
На Олимпийских играх 2022 года заняла 11-е место в гигантском слаломе, а затем стала 11-й и в слаломе.

## Выступления на крупнейших соревнованиях

### Зимние Олимпийские игры
| Олимпийские игры | Скоростной спуск | Супергигант | Гигантский слалом | Слалом | Комбинация | Команды |
| ---------------- | ---------------- | ----------- | ----------------- | ------ | ---------- | ------- |
| 2018 Пхёнчхан    | —                | —           | 21                | 24     | 11         | 9       |
| 2022 Пекин       | —                | —           | 11                | 11     | —          | 7       |

### Чемпионаты мира
| Чемпионат мира         | Скоростной спуск | Супергигант | Гигантский слалом | Слалом | Комбинация | Команды | Паралл. гигантский слалом |
| ---------------------- | ---------------- | ----------- | ----------------- | ------ | ---------- | ------- | ------------------------- |
| 2013 Шладминг          | —                | —           | —                 | 31     | —          | —       | н/д                       |
| 2015 Бивер Крик        | —                | —           | —                 | DNF2   | 11         | —       | н/д                       |
| 2017 Санкт-Мориц       | —                | —           | —                 | 7      | DNF2       | 9       | н/д                       |
| 2019 Оре               | —                | —           | 31                | DNF2   | —          | 9       | н/д                       |
| 2021 Кортина-д’Ампеццо | —                | —           | DNF1              | 9      | —          | 11      | —                         |
| 2023 Мерибель          | —                | —           | 25                | 9      | —          | —       | —                         |

### Кубок мира

#### Подиумы на этапах Кубка мира (1)
| № | Сезон   | Дата           | Место проведения | Дисциплина | Место |
| - | ------- | -------------- | ---------------- | ---------- | ----- |
| 1 | 2017/18 | 26 января 2018 | Ленцерхайде      | Комбинация | 3     |